# Dalfsen
Dalfsen (en bajo sajón Dalsen) es una localidad y un municipio de la provincia de Overijssel en los Países Bajos. Se localiza en la región de Salland, al oeste de Twente, atravesada por el río Vecht. La superficie del municipio es de 166,52 km ², de los que 1,39 km ² corresponden a la superficie ocupada por el agua. El 1 de enero de 2014 tenía una población de 27.665 habitantes, con una densidad de 167 h/km². Cuenta con 19 núcleos de población oficiales, de los que Dalfsen es el mayor y sede del ayuntamiento. En su constitución actual el municipio se creó el 1 de enero de 2001 por la fusión de Nieuwleusen y Dalfsen. 
En el término municipal se localiza el castillo de Rechteren, fundación anterior al siglo XIV aunque en su actual estado las partes más antiguas de él datan de finales del siglo XVI.
El municipio dispone de estación de tren en la línea que une Zwolle con Emmen.

## Galería de imágenes

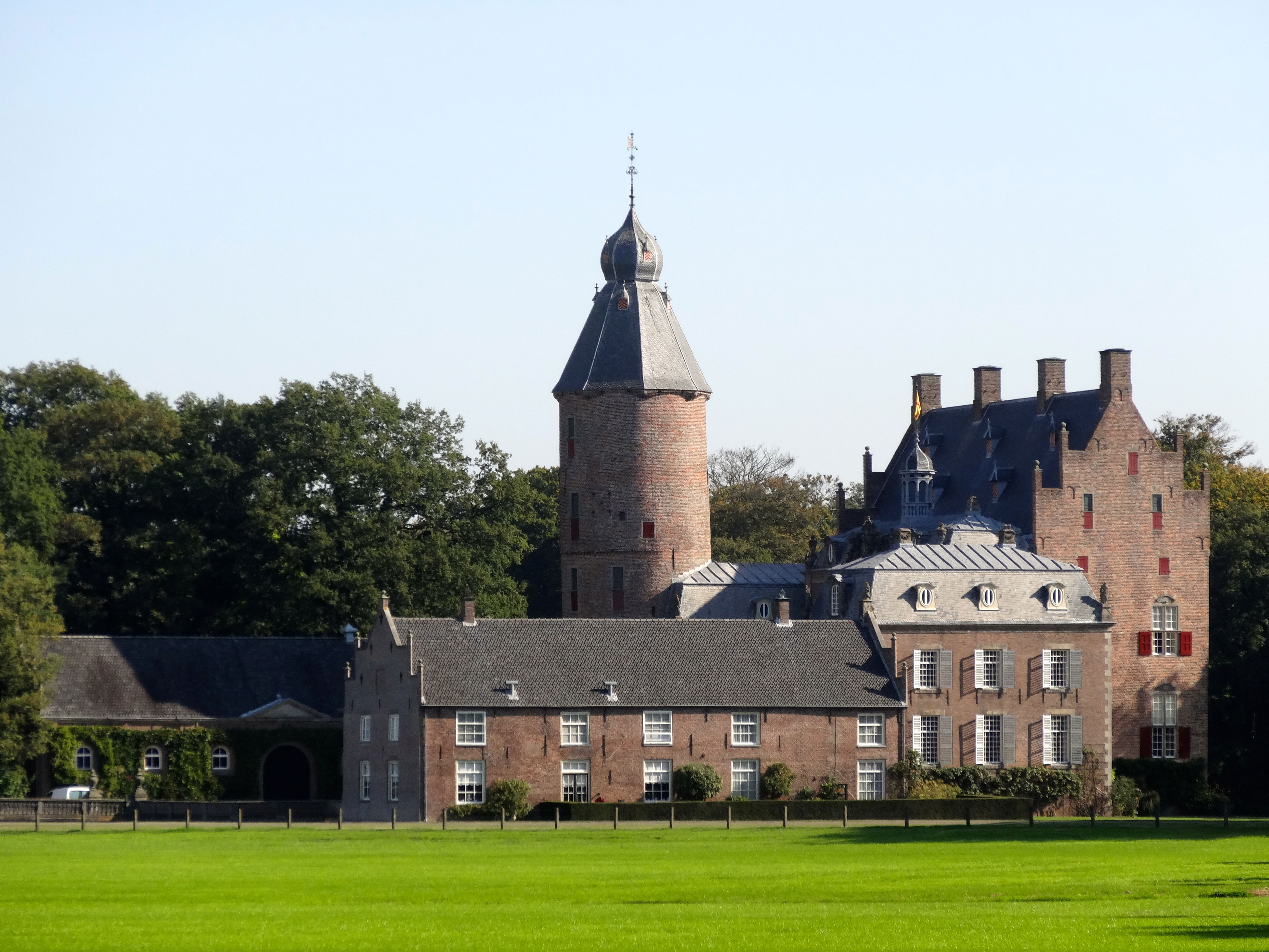
Castillo de Rechteren
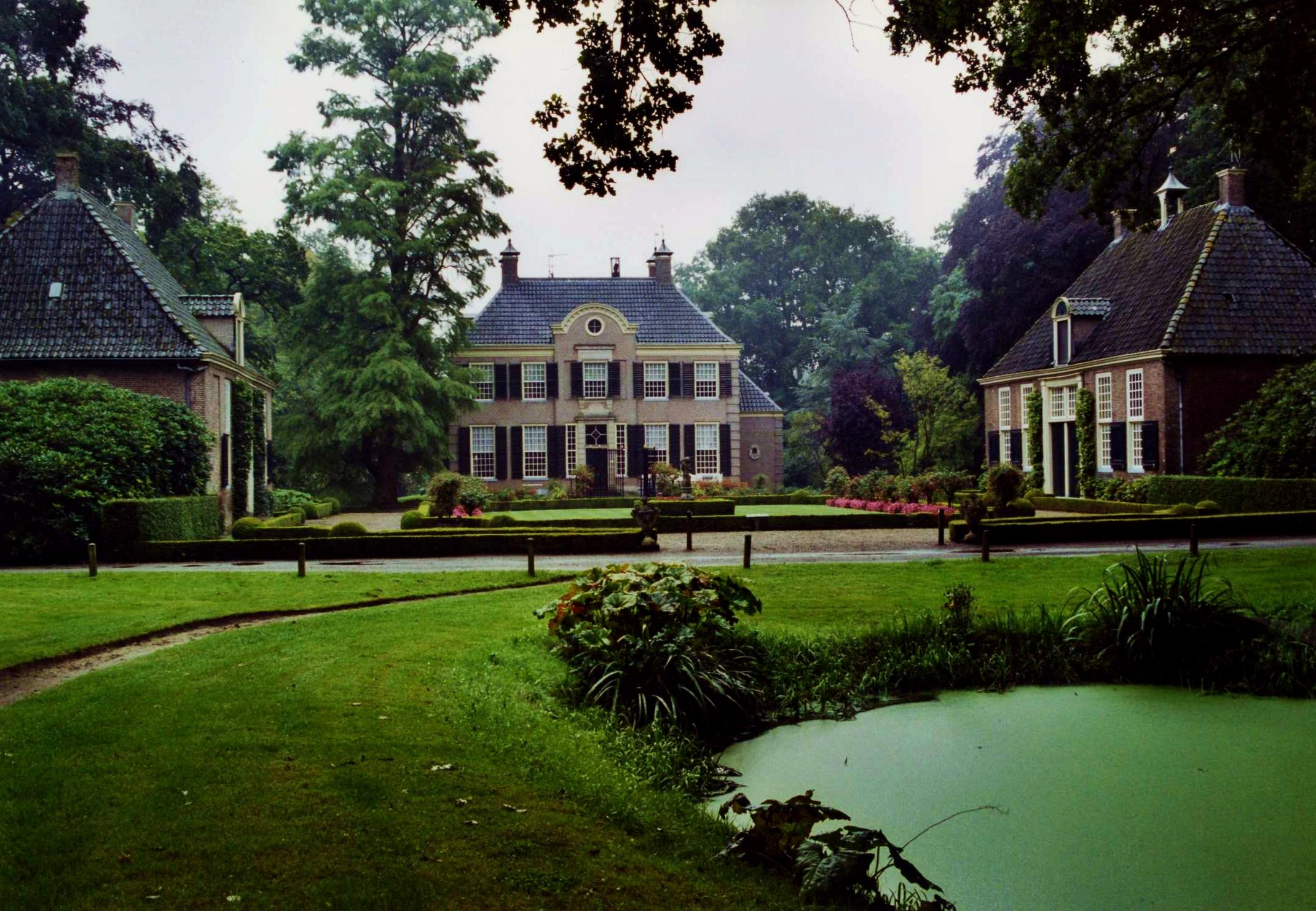
Den Aalshorst
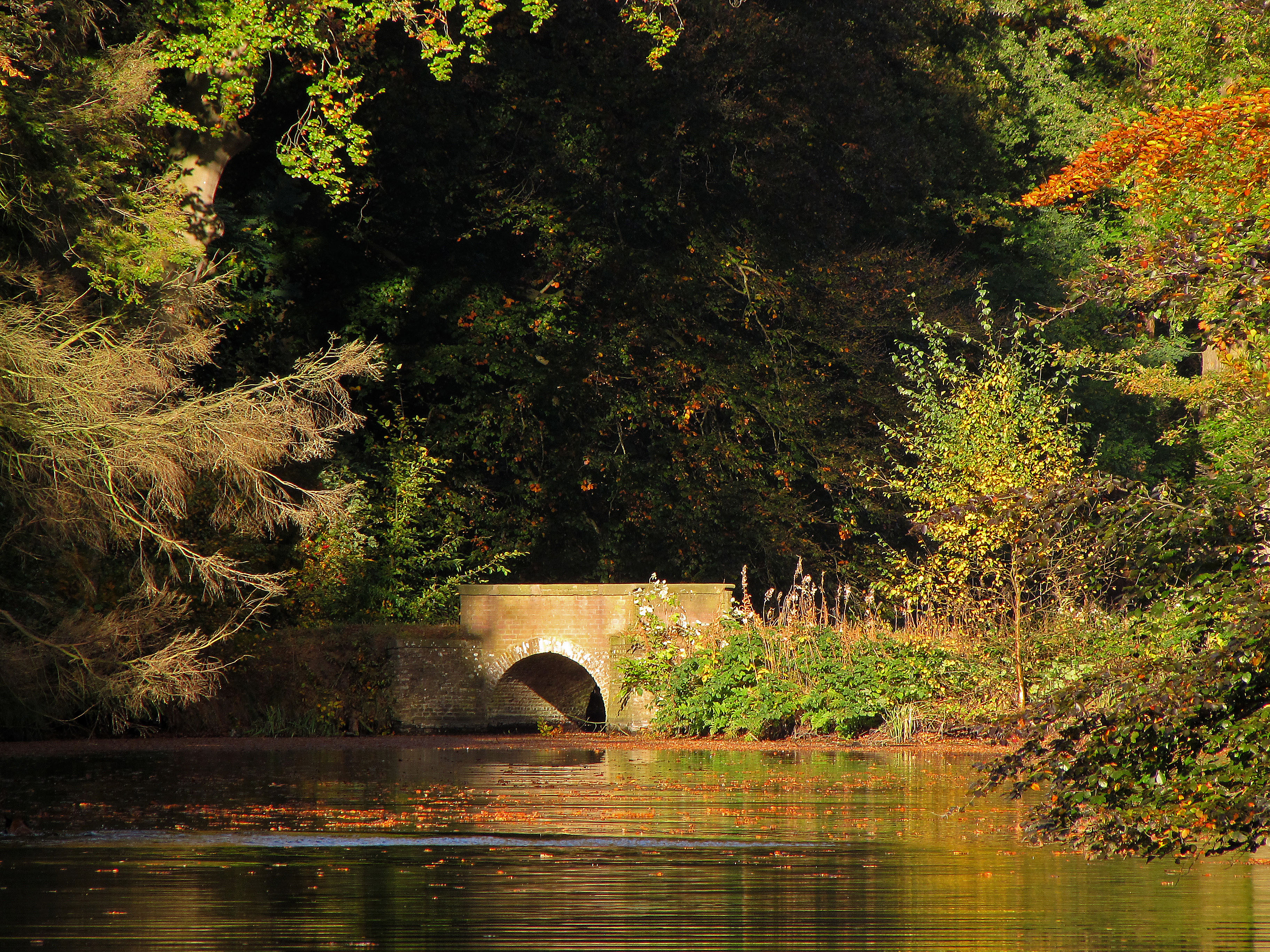
Den Berg, puente sobre el río Aa
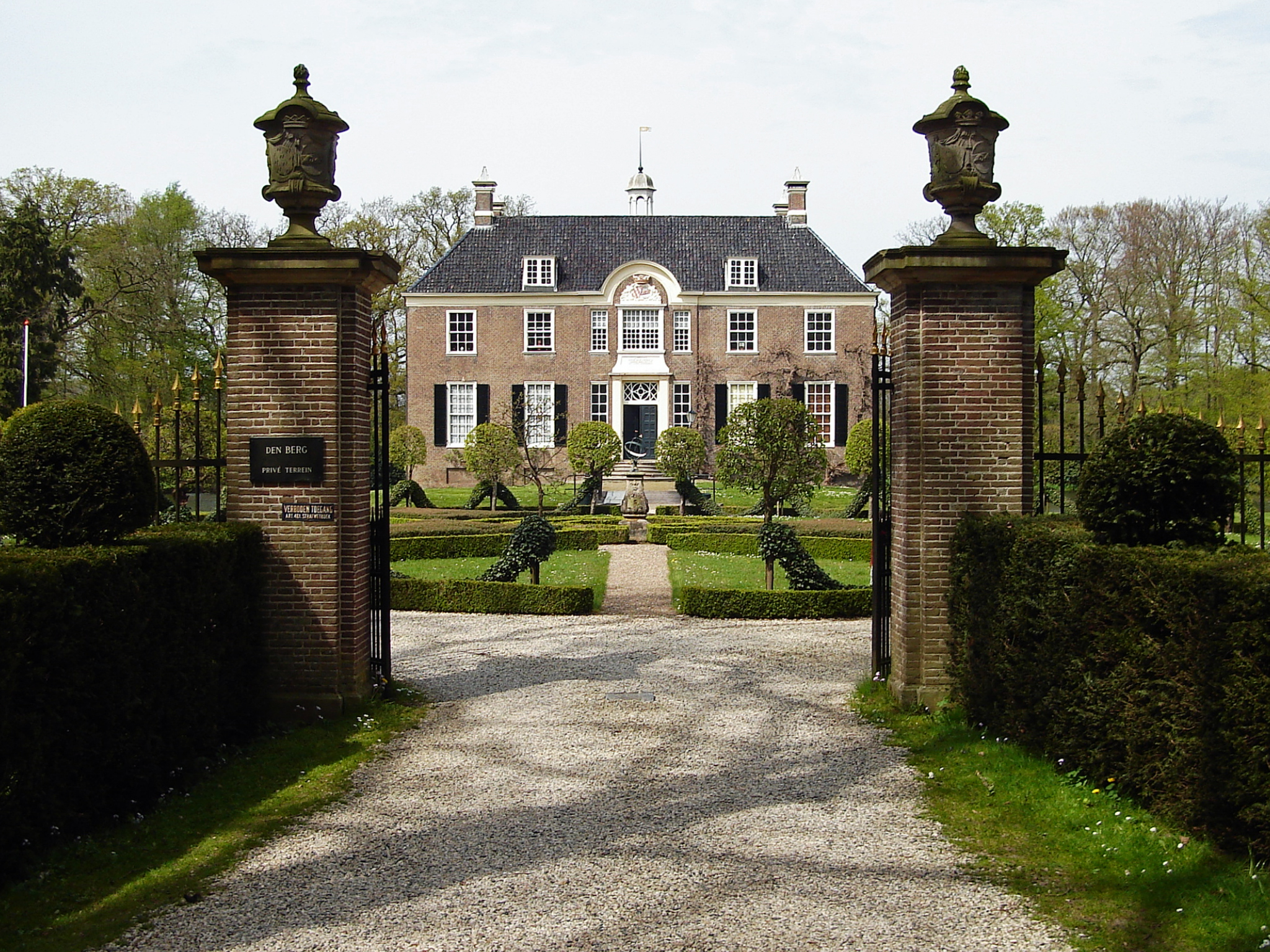
Den Berg, parque y castillo